# Wojownicze Żółwie Ninja (film 2007)
Wojownicze Żółwie Ninja (ang. Teenage Mutant Ninja Turtles, 2007) – amerykańsko-hongkoński animowany film przygodowy zrealizowany w technice CGI. Scenariusz oparto na podstawie komiksów autorstwa Kevina Eastmana i Petera Lairda.
Film otrzymał dość negatywne oceny od krytyków. Serwis Rotten Tomatoes przyznał mu wynik 34%.

## Wersja oryginalna
| Postać            | Aktor                    |
| ----------------- | ------------------------ |
| Leonardo          | James Arnold Taylor      |
| Donatello         | Mitchell Whitfield       |
| Rafael            | Nolan North              |
| Michelangelo      | Mikey Kelley             |
| Splinter          | Mako Iwamatsu            |
| Casey Jones       | Chris Evans              |
| April O’Neil      | Sarah Michelle Gellar    |
| Max Winters       | Patrick Stewart          |
| Narrator          | Laurence Fishburne       |
| Karai             | Zhang Ziyi               |
| Pułkownik Santino | John DiMaggio            |
| Generał Serpiente | Paula Mattioli           |
| Generał Gato      | Fred Tatasciore          |
| Generał Aguila    | Kevin Michael Richardson |
| Kucharz           | Kevin Smith              |